# Nether Padley
Nether Padley – osada w Anglii, w hrabstwie Derbyshire, w dystrykcie Derbyshire Dales, w civil parish Grindleford. Leży 15 km od miasta Chesterfield. W 1961 roku civil parish liczyła 201 mieszkańców.